# Вичинале Коки (Фрозиноне)
Вичинале Коки је насеље у Италији у округу Фрозиноне, региону Лацио.
Према процени из 2011. у насељу је живело 36 становника. Насеље се налази на надморској висини од 479 м.